# Symmachia hazelana
Espèce
Symmachia hazelana est une espèce d'insectes lépidoptères de la famille des Riodinidae et du genre Symmachia.

## Taxonomie
Symmachia hazelana a été décrit par Jason Piers Wilton Hall et Keith Richard Willmott (d) en 1996.

## Description
Symmachia hazelana est un petit papillon noir aux ailes antérieures noires à apex pointu et aux ailes postérieures noires avec une bande jaune au bord costal et au bord interne.
Le revers est jaune avec une base noire et une large bande externe noire aux ailes antérieures et aux ailes postérieures.

## Écologie et distribution
Symmachia hazelana est présent en Équateur.

### Protection
Pas de statut de protection particulier.